# Уйтас-Айдос
Уйтас-Айдос — могильник, памятник среднего и позднего периода эпохи бронзы. Находится в 50 км к северо-востоку от города Жезказган, на левом берегу реки Кара-Кенгир. Исследован Южно-Казахстанской комплексной археологической экспедицией в 1983—1984 под руководством Э. Р. Усмановой и в 1997 (руководитель Ж. Курманкулов). Найдены фрагменты посуды и кости жертвенных животных, относящиеся к Нуринскому периоду (XIII—XI вв. до н. э.). В западной части могильника обнаружены курганы. В одном из них раскопаны три каменных ряда ограждений. Найдены бронзовые кинжалы, костяной наконечник стрелы и другие предметы, относящиеся к бегазы-дандыбаевской культуре.